# Olindo Mare
(en) Statistiques sur pro-football-reference
Olindo Franco Mare (né le 6 juin 1973 à Hollywood) est un joueur américain de football américain.

## Enfance
Mare fait ses études à la Cooper City High School de Cooper City où il joue au football américain et au football (soccer aux États-Unis).

## Carrière

### Université
Après le lycée, il va au MacMurray College de Jacksonville avant d'être transféré à l'université de Syracuse où il joue avec les Orange.

### Professionnel
Olindo Mare n'est sélectionné par aucune équipe lors du draft de la NFL de 1996. Il signe avec les Giants de New York comme agent libre non-drafté mais n'est pas conservé par la franchise. Un an plus tard, il signe avec les Dolphins de Miami et réussit 77,8 % de ses field goals. En 1999, il est celui qui tente le plus et qui réussit le plus de field goals de la saison, il est sélectionné pour le Pro Bowl et nommé dans l'équipe All-Pro (équipe de la saison).
En 2001, il tente sa première course en feintant un field goal contre les Panthers de la Caroline mais il se fait plaquer pour une perte de cinq yards. En 2004, Mare est blessé au mollet lorsque Wes Welker contre un field goal. En 2005, il réussit vingt-cinq de ses trente field goals et récupère le premier fumble de sa carrière.
Le 3 avril 2007, Miami échange Mare aux Saints de la Nouvelle-Orléans contre le sixième choix des Saints. Le kicker de la Nouvelle-Orléans John Carney est libéré le lendemain. Mare rate son premier field goal sous ses nouvelles couleurs, contre les Colts d'Indianapolis. Lors du dernier match de pré-saison, il rate trois field goals. Plus tard dans la saison, il se blesse et est remplacé par le punter de l'équipe Steven Weatherford. Lors d'un match contre les Jaguars de Jacksonville, Mare rate rate deux field goals et les supporters des Saints commencent à huer le kicker lorsqu'il entre sur le terrain. Il entre pour tenter un field goal de cinquante yards sur les huées des supporters et rate sa tentative. L'entraineur Sean Payton continue de faire jouer Mare jusqu'à sa blessure où il est remplacé par Martin Gramatica. Le 27 février 2008, il est résilié par la Nouvelle-Orléans.
Le 27 mars 2008, il signe avec les Seahawks de Seattle, un contrat de deux ans d'une valeur de 3,5 millions de dollars. Lors du camp d'entraînement, il est mis en concurrence avec Brandon Coutu et est sélectionné par ses entraîneurs. Il fait une très bonne saison 2008 où il réussit vingt-quatre de ses vingt-sept field goals. En 2009, Mare rate deux field goals lors de la troisième journée contre les Bears de Chicago. L'entraineur des Seahakws Jim Mora Jr qualifie le jeu de Mare de non acceptable lors de la conférence de presse d'après-match. Malgré ce match, il ne rate plus aucun field goals et affiche le score de vingt-quatre sur vingt-six. En 2010, il réussit vingt-cinq de ses trente field goals.
En 2011, Olindo Mare signe avec les Panthers de la Caroline et n'y reste qu'une seule saison. Le 11 décembre 2012, il signe un contrat d'un an avec les Bears de Chicago pour parer la blessure de Robbie Gould. Mare est préféré à d'autres kickers comme Billy Cundiff et Neil Rackers. Il fait son premier match sous les couleurs de Chicago face aux Packers de Green Bay. Cependant, Mare est libéré dès la saison achevée.

## Statistiques
| Année  | Équipe   | MJ     |        | Field goals | Field goals | Field goals | Field goals |         | Extra Points | Extra Points | Extra Points |
| Année  | Équipe   | MJ     | Tentés | Réussis     | %           | Long        | Tentés      | Réussis | %            |              |              |
| 1997   | Dolphins | 16     | 36     | 28          | 77,8        | 50          | 33          | 33      | 100          |              |              |
| 1998   | Dolphins | 16     | 27     | 22          | 81,5        | 48          | 34          | 33      | 97,1         |              |              |
| 1999   | Dolphins | 16     | 46     | 39          | 84,8        | 53          | 27          | 27      | 100          |              |              |
| 2000   | Dolphins | 16     | 31     | 28          | 90,3        | 49          | 34          | 33      | 97,1         |              |              |
| 2001   | Dolphins | 16     | 21     | 19          | 90,5        | 46          | 40          | 39      | 97,5         |              |              |
| 2002   | Dolphins | 16     | 31     | 24          | 77,4        | 53          | 43          | 42      | 97,7         |              |              |
| 2003   | Dolphins | 16     | 29     | 22          | 75,9        | 52          | 34          | 33      | 97,1         |              |              |
| 2004   | Dolphins | 11     | 16     | 12          | 75          | 51          | 18          | 18      | 100          |              |              |
| 2005   | Dolphins | 16     | 30     | 25          | 83,3        | 53          | 33          | 33      | 100          |              |              |
| 2006   | Dolphins | 16     | 36     | 26          | 72,2        | 52          | 22          | 22      | 100          |              |              |
| 2007   | Saints   | 13     | 17     | 10          | 58,8        | 52          | 34          | 34      | 100          |              |              |
| 2008   | Seahawks | 16     | 27     | 24          | 88,9        | 51          | 30          | 30      | 100          |              |              |
| 2009   | Seahawks | 16     | 26     | 24          | 92,3        | 47          | 28          | 28      | 100          |              |              |
| 2010   | Seahawks | 16     | 30     | 25          | 83,3        | 51          | 31          | 31      | 100          |              |              |
| 2011   | Panthers | 16     | 28     | 22          | 78,6        | 45          | 45          | 44      | 97,8         |              |              |
| 2012   | Bears    | 3      | 8      | 6           | 75          | 40          | 7           | 7       | 100          |              |              |
| Totaux | Totaux   | Totaux | 439    | 356         | 81,1        | 53          | 493         | 487     | 98,8         |              |              |